# Dinko Šuljak
Nedjeljko Dinko Šuljak (Zadar, 17. siječnja 1915. − Sacramento, SAD, 16. siječnja 1985.) je bio hrvatski publicist i političar, sudionik antifašističke borbe. Bio je HSS-ovski orijentiran. Djelovao je u emigraciji.
Bio je jedan od onih hrvatskih domoljuba koji su bili spremni služiti svakom režimu koji bi poduprio ideal hrvatske državne neovisnosti. 
Studirao je u Zagrebu gdje je diplomirao na Pravnom fakultetu 1939. godine. Poslije rata, 1946.,  doktorirao je u Rimu pomorsko pravo. 
Kad je uspostavljena Banovina Hrvatska, bio je bio je upraviteljem ispostave kotara Biograd na moru i Ninu. Bio je tajnik Šubašiću. Kad je proglašena NDH, bio je pristav. Dužnost je obnašao u kotaru Crikvenici, potom u Karlobagu i na otoku Pagu, sve do rujna 1943. godine. Padom Mussolinija i padom Italije, našao se na oslobođenom teritoriju. Partizani su ga mobilizirali. 
U svojoj postrojbi našao se u oružanoj borbi protiv hrvatskih domobrana te ustaša Delka Bogdanića u Lici. Svjedočio je strahotama koje su počinili fašisti i poslije kad je prešao u partizane, totalitaristički komunisti koji su se obračunavali s neistomišljenicima. 
Svjedočio je nevjerojatnim događajima. U memoarskim je zapisima iz tog vremena zapisao usporedbu između ponašanja domobrana iza kojih su stajali ustaški koordinatori i partizana iza kojih su stajali komunistički komesari. Bio je očevidcem pokušaja skupine partizana koja je pokušala pretrčati na stranu domobrana i naredbe komunističkog zapovjednika da se tim istim partizanima puca u leđa. Svjedočio je brojnim događajima kad su komesari u Lici i Kordunu koncem 1941. i početkom 1942. godine ubijali najviđenije i najbolje ljude demokratske orijentacije, a popis koga od Srba treba ubiti pravili su Srbi komunisti. Zapisao je ubojstva u općinama Drežnici, Medaku, Jasenku, Škarama, Doljnjima, Vrhovinama, Gospiću, Plaškom, Dubravama, Udbini, Brinju, Korenici, Gomirju, Brlogu i drugim mjestima. Usporedo s ubojstvima, komunisti su rušili i pravoslavne crkve, manastire i hramove (ukupno 25 srpskih vjerskih objekata). Dinkova sjećanja potvrdio je i Veco Holjevac u Zapisi iz rodnog grada (NZ MH, Zagreb, 1972). U memoarima je teškim optužbama optužio oca hrvatskog visokog komunističkog dužnosnika Dušana Dragosavca, Savu Dragosavca zvanog Špico. Isto tako, Šuljak je u memorarima zapisao kako su se komunisti služili istom metodom i protiv hrvatskih katolika, okrećući ih na svoju domobransku braću, "pa kad bi se zametnule čarke, komunisti su s leđa ubijali Hrvate partizane."
Kad je Dinko Šuljak uvidio da se hrvatsku državu ruši po Marxovom receptu radi ugradnje u komunističko svjetsko carstvo, pobjegao je iz partizana na stranu zapadnih saveznika. Tvrdio je da "nikad nije ubijano toliko civila i rodoljuba koliko u ideološkom mlinu crnog i crvenog ludila."
1944. je bio u Egiptu. Bio je u logoru Tolumbatu. Nakon potpisa sporazuma Tito - Šubašić otišao je u Kairo gdje je bio otpravnik poslova jugoslavenskog veleposlanstva. U Kairu je ostao do raspada sporazuma 7. ožujka 1945. godine. Dok je bio otpravnik htio je nagovoriti UNRRA i Engleze neka se raspusti logor Tolumbat i sve logoraše preseli u logor El Shatt koji je bio pod partizanskom upravom. Poslije je emigrirao u Italiju. Doktorirao je pomorsko pravo u Rimu godinu poslije. Zatim je odselio u SAD. Bio je u HSS-u do 1966. godine. Bio je politički aktivan još u poraću. Već na sedmoj konvenciji HSS održanoj u Hamiltonu od 2. do 4. srpnja 1949. kao gost sudjelovao je kao glavni tajnik američkih ogranaka HSS-a, a na tu dužnost je postavljen na Krnjevićev prijedlog. Ondje je uređivao je Američki hrvatski glasnik iz Chicaga, a na tu dužnost ga je postavio Juraj Krnjević. 
U emigraciji je postao ugledan. Na prvom redovitom Saboru Hrvatskoga narodnoga vijeća, kojem je pristupio godinu ranije, održanom u Torontu rujna 1975. izabran je za predsjednika Sabora, dok su za predsjednika Izvršnog odbora dr Stanko Vujica a za glavnoga tajnika ing. Božidar Abjanić. 1979. predsjednik HSS-a u SAD-u Juraj Krnjević optužio je Šuljka da nije sposoban, da se na račun HSS-a igrao politike, da je upropastio HSS-ovo glasilo u Americi Hrvatski glas, da je HSS-ovu organizaciju u Chicagu sveo na ništa te da je organizaciju sveo na niske grane i da se time sam isključio iz stranke. Ipak, u Hrvatskom glasu iz 1982., Šuljak je optužio stranačkog kolegu Zorkina da sebičnjački radi protiv Krnjevića.

## Djela
- The communist conspiracy in the Croatian Fraternal Union, Arcadia, Ca : Croatian Information Service, 1975.
- Tražio sam Radićevu Hrvatsku", Hrvatska revija, Barcelona, 1988.

Pisao je članke za hrvatski iseljenički tisak.

## Vanjske poveznice
- Tražio sam Radićevu Hrvatsku, Sveučilište Stanford
- WorldCat (godina rođenja 1917.?)